# Massengrab in Moravske Toplice
Auf dem Gebiet der Gemeinde Moravske Toplice in Slowenien wurde bisher (Stand Februar 2024) ein Massengrab in Središče gefunden, das mit dem Zweiten Weltkrieg oder seinen Folgen in Verbindung steht. 
- Das Massengrab von Središče (slowenisch: Grobišče Središče) liegt nordöstlich des Dorfes, in einem verlassenen und überwucherten Teil des Dorffriedhofs. Es enthält die Überreste von drei Ungarn, die beim illegalen Grenzübertritt erschossen wurden.[1]